# Gentianella cabrerae
Gentianella cabrerae är en gentianaväxtart som först beskrevs av Fabris, och fick sitt nu gällande namn av H.A. Fabris. Gentianella cabrerae ingår i släktet gentianellor, och familjen gentianaväxter. Inga underarter finns listade i Catalogue of Life.